# Kepes Gyula
Kepes Gyula (Vári, 1847. december 7. – Budapest, 1924. október 5.) orvos, az osztrák–magyar északi-sarki expedíció egyetlen magyar tagja.

## Tanulmányai
Apja földbirtokos volt, a fiatal Kepes Gyula Ungváron és Budapesten tanult, majd beiratkozott a bécsi orvosi egyetemre. 1870. augusztus 3-án avatták orvosdoktorrá. A bécsi Rudolf-kórházban kezdett dolgozni Drasche és Weine professzorok mellett.

## Az expedíció szervezése
Amikor 1872-ben Bécsben szervezni kezdték az osztrák-magyar északi-sarki expedíciót, a Rudolf-kórház egyik professzora – Drasche – Kepes Gyulát ajánlotta a vállalkozás orvosának. Az expedíció legénysége 24 tagból állt, ő volt közülük az egyetlen magyar. Az expedíció megszervezésében szervesen részt vett, megvizsgálta a kijelölt személyek fizikai-egészségügyi állapotát, az expedíció élelmét az akkori orvosi ismereteknek megfelelően összeállította. Az ő tanácsának is köszönhető, hogy nagy mennyiségű tokaji aszút és citromlevet vittek magukkal, hogy a skorbutot elkerüljék. A két italt keverve, fagyottan fogyasztották.
1872-ben Bréma városából indultak el észak felé a Tegetthoff gőzössel, amikor a norvégiai Tromsø-ben kikötöttek, a tanácsára a készleteket további vitamindús élelemmel egészítették ki – Skandináviában honos szederfajta (Sarki szeder) tartósított gyümölcséből vásároltak nagyobb mennyiséget.

## Munkája az expedíció alatt

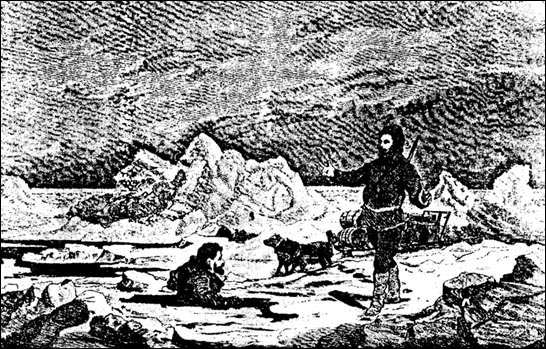
Kepes Gyula a jég fogságában – Julius von Payer metszete (1874)

Az utazás alatt jórészt neki volt köszönhető, hogy a nagy nélkülözések ellenére csupán a legénység egyetlen tagja halt meg. Kepes feladatai ellátása mellett rendszeresen végzett növény- és állatgyűjtést, de amikor a hajót el kellett hagyniuk, a gyűjtemény ott maradt és elpusztult. Tromsøbe visszaérkezve elsőként értesítette a magyarországi sajtót az expedíció sikeréről. Hazatérése után törzsorvossá léptették elő, a Vaskorona-rend III. fokozatával tüntették ki, több város, köztük 1875-ben Munkács díszpolgárává avatták, több tudományos egyesület választotta tiszteletbeli tagjává. 1882-ben másodosztályú, 1895-ben pedig első osztályú honvéd-főtörzsorvossá nevezték ki. Különböző helyőrségeknél szolgált, majd 1904-ben megbízták a Honvédelmi Minisztérium egészségügyi osztályának vezetésével. 1924. október 26-án halt meg Budapesten.

## Írása
- Eredeti levél az északi-sarki expedícióról. Tromsø, 1872. júl. 13. (Vasárnapi Ujság, 1872, 31.)

## Érdekesség
- Kepes András műsorvezető Dr. Kepes Gyula leszármazottja, aki felmenője emlékét követve Frei Tamással és Fábry Sándorral együtt látogatást tett a Ferenc József-földön.

## Emlékezete
- Nevét őrzi az 579785 Kepesgyula kisbolygó.[9]

## Külső hivatkozások
- Kepes Gyula élete
- Honlap Kepes Gyuláról
- Részletek Kepes Gyula útibeszámolójából
- Magyar zsidó lexikon. Szerk. Ujvári Péter. Budapest: Magyar Zsidó Lexikon. 1929.  Online elérés